# Overdinkel
Overdinkel est un village situé dans la commune néerlandaise de Losser, dans la province d'Overijssel. Le 1er janvier 2004, le village comptait 3 760 habitants.
Overdinkel est situé sur le Dinkel.